# روي هارفي
روي هارفي (بالإنجليزية: Roy Harvey)‏ هو سياسي أسترالي، ولد في 6 يناير 1921 ببريزبان في أستراليا، وتوفي في 23 أبريل 2006 بكالوندرا في أستراليا. حزبياً، نشط في Queensland Labor Party ‏.